# 江兆申
江兆申（1925年10月26日—1996年5月12日），字茮原，齋名靈漚館，生於安徽歙縣巖寺鎮豐溪水畔:10，臺灣書法家、畫家、篆刻家，臺灣書畫研究學者，曾任臺灣國立故宮博物院副院長兼書畫處處長。1996年5月12日因心肌梗塞猝逝於瀋陽魯迅美術學院演講席中。:129

## 生平
1925年出生於安徽歙縣的書香世家。童年由雙親教導讀書習字，並由四舅父帶著去認識黃賓虹。入小學四年級，偶為人治印，受鄧散木稱賞。:20-21在傳統家庭教育影響之下，培養了日後藝術創作的基礎。1949年間，渡海來台後擔任中學教師，次年入寒玉堂成為溥心畬的入室弟子，從其研習詩文。:120
1965年，於中山堂舉辦個人書畫篆刻作品展覽。個展的成功除贏得各界的好評之外，也因而獲陳雪屏及葉公超舉薦進入國立故宮博物院任副研究員。:57-58國立故宮博物院豐富的中國藝術典藏，讓江兆申得以學習歷代豐富繪畫風格。並於1969年陞任研究員。應美國國務院邀請，以客座研究員身分訪美一年，同年11月，《關於唐寅的研究》一書，獲嘉新優良著作獎，「花蓮記遊冊」十二開，獲中山文藝獎。:243-244江兆申精深的傳統文人素養，加上本身書畫創作的經驗，除了能提出精闢的論文以外，也為學術研究與展覽奠定重要基礎，1972年陞任國立故宮博物院書畫處處長，次年籌辦「吳派畫九十年展」。:26-27:126在故宮任職期間，深入古書畫，致力於畫家與美術史研究，尤長時間投入明代唐寅的研究，並及於唐寅所處時代（十六世紀）蘇州地區畫家與完成文徵明年譜，:16-17並於1977年出版《文徵明與蘇州畫壇》。1978年陞任國立故宮博物院副院長兼書畫處處長。在國立故宮博物院任職的二十七年裡。除了學術專業外，同時亦貢獻於博物館行政工作。
1991年9月自國立故宮博物院退職之後，移居南投縣埔里鎮的鯉魚潭側，建「揭涉園」。透過描繪南投的景色，使其水墨繪畫發展出新的風格。這時期創作力旺盛，作品質量俱佳，並且經常受邀參展與講學。:30-311992年其「戊辰山水冊」為大英博物館收藏，並於臺北市立美術館舉行「江兆申書畫展」。次年選擇五十件作品巡迴展出，首展於北京中國美術館舉行。:129江兆申於1996年5月12日在東北瀋陽的魯迅美術學院學術演講會中，因心肌梗塞而驟然離世。

## 外部連結
- 【島嶼傳燈人】江兆申 （页面存档备份，存于）
- 創價藝文 墨池飛出北溟魚 江兆申書畫展 （页面存档备份，存于）